# Alvin and the Chipmunks 3: Chipwrecked
Alvin and the Chipmunks 3: Chipwrecked é um filme de live-action/animação digital baseado nos personagens de mesmo nome criados por Ross Bagdasarian Sr. .O filme  é a terceira parcela da série de filmes live-action Alvin e os Esquilos (Alvin and the Chipmunks no original), após o filme Alvin e os Esquilos 2 e o primeiro filme. 
Estreou no dia 16 de dezembro de 2011 nos Estados Unidos e em 6 de Janeiro de 2012 no Brasil. Foi produzido pela 20th Century Fox e pela Regency Enterpriess. A distribuidora do filme 20th Century Fox divulgou a data de lançamento do quarto filme dos esquilos 11 de Dezembro de 2015.
No Brasil foi traduzido como Alvin e os Esquilos 3, embora o original chipmunk seja traduzido como tâmia, um animal muito próximo aos esquilos.
Assim como os dois primeiros filmes, este também não foi bem recebido pelas críticas.

## Sinopse
Dave, Alvin, Simon, Theodore, Brittany, Jeanette e Eleanor vão de férias em um cruzeiro. Os Esquilos e as Esquiletes, especialmente Alvin, acabam criando confusão. Mais tarde naquela noite, depois que Dave sai para comer na mesa do capitão e pede desculpas pelo comportamento de Alvin, Alvin foge para o cassino do navio, seguido por Simon, que espera que Alvin não crie uma confusão, enquanto isso, as Esquiletes vão ao clube de dança do navio, deixando Theodore sozinho na sala, assistindo a um filme de monstros inadequado. Dave descobre que seu antigo chefe de Alvin e os Esquilos Ian Hawke, está trabalhando como monitor de segurança do navio vestido como um pelicano, e está fora para informar o capitão se os Esquilos e as Esquiletes causarem mais problemas. Simon e Alvin acabam sendo pegos no cassino, e são trazidos de volta para o quarto, junto com as Esquiletes, e todos são acusados por Dave por não serem confiáveis. No dia seguinte, Alvin vai para a vela em uma pipa, mas a pipa voa para longe com ele e os outros Esquilos. Dave sai em uma asa-delta para encontrá-los, mas Ian tenta detê-lo, e ambos acabam no Oceano Pacífico.
Enquanto isso, os Chipmunks encontram uma ilha e resolvem ficar por lá. Dave pede a ajuda de Ian para encontrar a mesma ilha e começar a procurar pelos Esquilos. Na manhã seguinte, os Esquilos vão e encontram comida, e enquanto eles fazem isso, uma náufraga na ilha chamada Zoe aparece e vê os Esquilos e as Esquiletes pela primeira vez. Eles então vão para a casa da árvore de Zoe, onde Eleanor torce o tornozelo depois de cair de uma tirolesa, e Simon é mordido por uma aranha, e os efeitos colaterais, incluindo mudanças de personalidade e perda de inibição.
Na manhã seguinte, todos observam que a personalidade de Simon mudou, e ele não tem memória de ser Simon; ele também acha que ele é um esquilo aventureiro chamado Simone. "Simone" se atrai para Jeanette e se apaixona por ela, mas não aceita tão gentilmente Alvin e Brittany. Mais tarde, Zoe leva Simone, Jeanette, Eleanor e Theodore para um lago com uma cachoeira, e Simone encontra uma caverna. Ele retorna com uma pulseira de ouro que ele dá a Jeanette como uma coroa. Brittany e Alvin, tendo se tornado os "responsáveis", vêem um vulcão ativo no dia seguinte e decidem que precisam deixar a ilha com os outros. Theodore e "Simone" encontram Dave e Ian, e eles vão se encontrar com os outros esquilos. Com Alvin e Brittany no comando, todos eles recebem empregos para construir uma jangada para deixar a ilha. Quando Jeanette e "Simone" vão procurar comida, "Simone" fica inconsciente e quando acorda volta a ser Simon e Jeanette é sequestrada; 
Todo mundo encontra Simon acordado, e ele não consegue se lembrar de nada desde a mudança. Eles descobrem que Zoe levou Jeanette e se dirigem para a cachoeira. Quando eles se aproximam do tronco da árvore para cruzar, Dave e Alvin decidem que vão encontrar Jeanette. Enquanto Zoe encoraja Jeanette a encontrar o tesouro na caverna, amarrando-a a uma corda, Alvin e Dave vêm em seu socorro. A ilha começa a roncar novamente, enquanto Zoe solta a corda, e Jeanette corre com Dave e Alvin de volta para a jangada, mas é puxada de volta para a ponte de madeira. Simon se aproxima para ajudar Jeanette antes que Alvin possa cortar as cordas com um canivete suíço. Dave fica pendurado no tronco prestes a cair.
Alvin e Ian convencem Zoe a ajudar a salvar Dave. Eles então correm em direção à jangada e escapam da erupção. Enquanto na jangada, Zoe pede desculpas a Jeanette por seqüestrá-la e forçá-la a recuperar o tesouro. Como presente, Jeanette dá a Zoe a pulseira de ouro que Simon havia dado a ela. Alvin se reconcilia com Dave e eles são resgatados. Os Esquilos e as Esquiletes se apresentam no International Music Awards. Ian também inicia uma nova carreira como roteirista, vendendo um roteiro sobre a história de Zoe para Hollywood, recuperando sua riqueza.
Em uma cena de pós-créditos, os Chipmunks, os Chipettes e o Dave estão em um avião voltando para casa. Alvin está falando no microfone do piloto e engana os passageiros, pensando que o destino da aeronave é Timbuktu. Enquanto isso, uma aeromoça continua instruindo Dave a se sentar enquanto o avião está prestes a decolar. Alvin acidentalmente empurra o carrinho de comida, que bate em Dave, levando-o a fazer o slogan que todos nós conhecemos.
 

## Elenco
- Justin Long como Alvin Seville, o mesmo esquilo imaturo e danado de sempre. É o protagonista do filme. Ele é o líder dos Esquilos.
- Matthew Gray Gubler como Simon Seville, o vice-líder dos Esquilos, irmão biológico mais novo e melhor amigo de Alvin. Agora um personagem coadjuvante.
- Jesse McCartney como Theodore Seville, irmão biológico mais novo de Alvin e Simon. É um dos três tetratagonistas do filme.
- Jason Lee como Dave Seville, pai adotivo dos esquilos. É novamente o deuteragonista.
- Christina Applegate como Brittany Miller, a namorada de Alvin e uma dos dois tritagonistas do filme. É a líder das Esquiletes.
- Anna Faris como Jeanette Miller, irmã biológica mais nova e melhor amiga de Brittany e namorada do Simon. É uma dos três tetratagonistas do filme.
- Amy Poehler como Eleanor Miller, irmã biológica mais nova de Brittany e Jeanette, é a namorada e melhor amiga de Theodore.É uma dos três tetratagonistas do filme.
- David Cross como Ian Hawke, o arqui-inimigo e ex-melhor amigo de Dave, mas ao longo do filme, volta a ser o seu melhor amigo. Agora é o (ex) antagonista secundário do filme.
- Jenny Slate como Zoe, uma mulher que os esquilos e as esquiletes conhecem na ilha. Ela mente para eles dizendo que era aeromoça e fez um pouso forçado no oceano, mas na verdade ela foi pra ilha para procurar um tesouro perdido. Ela é a (ex) antagonista principal do filme.
- Alan Tudyk como "Simone", na verdade, Simon com a memória perdida pelo veneno da aranha. É um dos dois tritagonistas do filme.
- Andy Murray como Capitão Corelli, capitão do návio.
- Phyllis Smith como o garçom que derruba café em Dave, sem querer.

## Recepção
Alvin and the Chipmunks: Chipwrecked teve recepção geralmente desfavorável por parte da crítica especializada. Em base de 19 avaliações profissionais, alcançou uma pontuação de 24% no Metacritic.

## Trilha sonora
- Party Rock Anthem - The Chipmunks e The Chipettes
- Bad Romance - The Chipmunks e The Chipettes
- Trouble - The Chipmunks e The Chipettes
- Whip My Hair - The Chipettes
- Vacation - The Chipmunks e The Chipettes (feat. BASKO)
- We Have Arrived - RAE (feat. Classic)
- Say Hey - The Chipmunks e The Chipettes (feat. Nomadik)
- Real Wild Child - The Chipmunks e The Chipettes (feat. Nomadik)
- S.O.S. - The Chipettes
- We No Speak Americano / Conga - The Chipettes (feat. Barnetta DaFonseca)
- Survivor - The Chipettes
- Born This Way / Ain't No Stoppin' Us Now / Firework - The Chipmunks e The Chipettes
- Kumbaya My Lord - The Chipmunks e The Chipettes

## Prêmios
Kids Choice Awards 2012 (Estados Unidos)
- Venceu na categoria de Filme Favorito.